# Porto Renegades 2015-2016
Questa voce raccoglie le informazioni riguardanti i Porto Renegades nelle competizioni ufficiali della stagione 2015-16. 

## VII Liga Portuguesa de Futebol Americano

### Regular season
| Canidelo 22 novembre 2015, ore 15:00 1ª giornata fase 1 | Porto Mutts | 35 – 6 | Porto Renegades |  |

| Canelas 13 dicembre 2015, ore 15:00 4ª giornata fase 1 | Porto Renegades | 44 – 0 | Braga Black Knights |  |

| Maia 20 dicembre 2015, ore 15:30 5ª giornata fase 1 | Maia Mustangs | 0 – 18 | Porto Renegades |  |

| Canelas 10 gennaio 2016, ore 14:00 6ª giornata fase 1 | Porto Renegades | 6 – 14 | Braga Warriors |  |

| Porto 31 gennaio 2016, ore 15:00 9ª giornata fase 1 | Porto Mutts | 51 – 0 | Porto Renegades |  |

| Canelas 7 febbraio 2016, ore 15:00 10ª giornata fase 1 | Porto Renegades | 8 – 14 | Paredes Lumberjacks |  |

| Alcabideche 28 febbraio 2016, ore 15:00 1º turno fase 2 | Crusaders CFA | 46 – 0 | Porto Renegades |  |

| Canelas 6 marzo 2016, ore 15:00 2º turno fase 2 | Porto Renegades | 13 – 0 | Braga Black Knights |  |

## Statistiche di squadra
| Competizione | %Vittorie | In casa | In casa | In casa | In casa | In casa | In casa | In trasferta | In trasferta | In trasferta | In trasferta | In trasferta | In trasferta | Totale | Totale | Totale | Totale | Totale | Totale |
| Competizione | %Vittorie | G       | V       | N       | P       | Pf      | Ps      | G            | V            | N            | P            | Pf           | Ps           | G      | V      | N      | P      | Pf     | Ps     |
| ------------ | --------- | ------- | ------- | ------- | ------- | ------- | ------- | ------------ | ------------ | ------------ | ------------ | ------------ | ------------ | ------ | ------ | ------ | ------ | ------ | ------ |
| Campionato   | .375      | 4       | 2       | 0       | 2       | 71      | 28      | 4            | 1            | 0            | 3            | 24           | 132          | 8      | 3      | 0      | 5      | 95     | 160    |
| Totale       | .375      | 4       | 2       | 0       | 2       | 71      | 28      | 4            | 1            | 0            | 3            | 24           | 132          | 8      | 3      | 0      | 5      | 95     | 160    |